# Just Dance 2014
Выпущена 8 октября 2013 года. Трейлер игры был показан на конференции Ubisoft на E3 10 июня 2013 года. Это первая часть игры, выпущенная на Xbox One и PlayStation 4. Включает более 40 песен исполнителей Леди Гаги, Ники Минаж, PSY, One Direction, Криса Брауна, Арианы Гранде, ABBA, Джорджа Майкла, Мартина Рики и других.